# آلان فورنير (صحفي)
آلان فورنير (بالفرنسية: A. D. G.)‏ (و. 1947 – 2004 م) هو صحفي، وروائي فرنسي، ولد في تور، كان عضوًا في الجبهة الوطنية، توفي في باريس، عن عمر يناهز 57 عاماً، بسبب سرطان.

## جوائز
حصل على جوائز منها:
- Prix des intellectuels indépendants  [لغات أخرى]‏ (1999)
- Prix Mystère de la critique [الإنجليزية]‏